# 2010 TK7
2010 TK7是由NASA的红外线空间望远镜广域红外线巡天探测卫星（WISE）于2010年10月发现的小行星。2011年7月27日《自然》期刊发表的一篇论文证明2010 TK7是地球的特洛伊小行星，它也成为人类历史上发现的第一颗地球特洛伊小行星。

## 背景
特洛伊天体是指轨道与大型行星或卫星轨道交迭的小型行星或卫星，它们都位于相应行星或卫星的两个稳定拉格朗日点L4和L5——在大型行星或卫星轨道之前和之后成60°角处——附近。之前仅在火星、木星、海王星以及土星的卫星发现其拉格朗日点存在特洛伊小行星。潜在的地球特洛伊小行星，由于其与太阳角距太小，经常被日光所掩盖，在以前从未被观察到。

## 发现
2010 TK7于2010年10月由阿萨巴斯卡大学、UCLA和西安大略大学的天文学家利用NASA的红外线空间望远镜广域红外线巡天探测卫星（WISE）发现的，当时WISE正在执行一项从2010年1月至2011年2月的巡天计划。之后，天文学家利用WISE和位于夏威夷的地面大型光学望远镜加拿大-法国-夏威夷望远镜（CFHT）对2010 TK7进行深入研究，在2011年5月21日估算出它的轨道，并于2011年7月27日在《自然》期刊发表论文证实它是一颗地球特洛伊小行星。2010 TK7也因此成为人类历史上发现的第一颗地球特洛伊小行星。

## 特征
2010 TK7的直径约为300米。公转周期为365.394个地球日，和地球的公转周期（365.256地球日）相似。2010 TK7位于地球的一个拉格朗日点L4附近，它的近日点不小于0.8AU，而远日点不超过1.19AU。2010 TK7的绝对星等为20.586。2010 TK7离地球最近的距离不会小于12,400,000英里(20,000,000公里)，即它离地球最近是也在地月距离的50倍以上。
由于太阳系其他天体的引力作用，特洛伊天体一般并不会一直固定拉格朗日点上，而是在拉格朗日点附近呈蝌蚪状的环型轨道震荡。2010 TK7的轨道更不寻常，其环型轨道非常的大，有时候它可以到达地球相对太阳的背面，接近拉格朗日点L3，它在L4和L3来回移动的周期约为400年。而且有研究认为，在公元500年时，2010 TK7的位置可能在拉格朗日点L5（地球之后60°角处），然后才通过L3来到点L4附近。由于2010 TK7的混沌特征，对它未来轨道的预测将会十分困难。
目前還没有对2010 TK7进行光谱分析，所以它的组成成分仍不清楚。

## 探索可能性
由于2010 TK7围绕太阳公转的轨道和地球不在同一平面上，而且在未来一万年中，它和地球最近的距离达12,400,000英里(20,000,000公里)，这意味着前往2010 TK7需要大量的燃料，因此在近期的太空计划中不太可能將2010 TK7作为探索的目标。